# 간노의 소란
간노의 소란(일본어: 観応の擾乱)은 일본 남북조 시대(南北朝時代)인 서기 1349년부터 1352년에 걸쳐 벌어진 항쟁으로, 간노(観応) 연간에 특히 정점에 달했던 아시카가(足利) 정권(무로마치 막부)의 내분을 가리킨다. 그 실태는 아시카가 정권만의 문제로 그치지 않고 남조(南朝)와 북조(北朝) 및 각각의 조정을 지지하는 무가(武家)들, 구게(公家)와 무가의 확집 등도 배경이 되었다. 일본 학계에서는 이 요란 속에서 일시적으로 이루어졌던 쇼헤이 일통(正平一統)이라는 남북조 통일과 연관지은 해석도 있다.

## 배경

### 아시카가 다다요시와 고노 모로나오의 파벌 싸움
초기 무로마치 막부는 쇼군 아시카가 집안의 가재(家宰)적 역할을 맡으며 아시카가와는 주종제(主従制)라는 사적 지배관계로 매여 있던 집사(執事) 고노 모로나오(高師直)가 아시카가 집안의 도료이자 막부의 수장으로써 군사 지휘권을 가진 쇼군 타카우지(尊氏)를 보좌하는 한편으로 타카우지의 동생인 아시카가 다다요시(足利直義)가 모든 정무(소송 및 공권적 지배관계)를 담당하는 이원적 체제를 지니고 있었다. 고노 모로나오를 필두로 하는 슈고케(守護家)의 서자나 교토(京都) 주변의 신흥 고케닌(御家人)들이 타카우지를, 사법 관료 ・ 슈고케 적자 및 지방의 호족들이 다다요시를 따르고 있었으며, 양자는 서로 혁신과 보수를 외쳤다.
영지 관련 소송을 맡은 다다요시는 장원이나 경제적인 권익을 무사들에게 거의 빼앗기다시피 한 영주(주로 공가나 사사寺社)의 소송을 다루게 되는 경우가 많았다. 다다요시의 정치적 이상은 가마쿠라 시대의 싯켄 정치에 있었고, 히키쓰케슈(引付衆) 등 재판 제도를 충실히 하거나 기존의 제도 ・ 질서의 유지를 지향하였으며, 재정 기능의 일부를 교토 조정에 남겨두기도 했기에 유력 고케닌들과 함께 구게 ・ 지샤의 기존 권익을 보호하는 성격을 지니게 되었다. 이에 비해 막부에 참여한 무사 대부분은 왕실이나 귀족의 권위를 가벼이 하고 스스로의 무력으로 이권을 얻으려는 성향이 있었으며 모로나오는 이러한 무사단을 통솔해 남조와의 전쟁을 수행하고 있었다. 이러한 저마다의 입장 차이는 필연적으로 양자간의 대립을 불러올 수밖에 없었고 또한 모로나오는 쇼군 타카우지의 집사로써 쇼군의 권익 강화에 힘썼으며 이는 모로나오 자신의 발언권 강화로도 이어지는 것이었다.
이러한 대립은 모로나오와 다다요시와 같은 차원에서는 정치사상적인 대립이라는 측면도 있었는데, 슈고 이하 여러 무사들로써는 자신과 대립하는 무사가 모로나오에 붙으면 자신은 다다요시에 붙는 방식으로 결국 전란에 의해 발생한 영지 및 권익을 둘러싼 다툼에서 모로나오、 다다요시、 타카우지、 다다후유、 그리고 남조(南朝) 등, 그저 자신들의 거병에 내세울 기두가 될 존재를 요구할 뿐이라는 경향이 대체로 강해서, 이마가와 노리쿠니(今川範国)나 다다요시파인 호소카와 아키우지(細川顕氏)의 사례에서도 볼 수 있듯이 자신의 사정으로 짧은 기간 동안 소속 당파를 몇 번이나 철새처럼 바꾸며 오가는 일도 종종 있었다. 
또한 양자간 대립의 경위에는 쇼군 아시카가 타카우지의 가독(家督) 계승 과정 및 아시카가 집안의 외척인 우에스기 씨(上杉氏)의 문제도 있었다. 원래 타카우지의 아버지 사다우지는 호조 씨 소생의 적남이었던 다카요시(高義)에게 가독을 남겨주고 가재인 고노 모로시게(高師重, 모로나오의 아버지)에게 다카요시 보좌를 명했지만 다카요시가 요절하는 바람에 우에스기 씨 소생으로서 다카요시의 이복동생으로 태어난 타카우지가 사다우지의 후사가 되었던 것이다. 
그런데 아시카가 집안의 가재(집사)로써 타카우지를 보좌하고자 했던 고 집안이나 오랫동안 서자 취급을 받아온 타카우지 형제를 지지하던 외척 우에스기 씨 사이에 대립이 생겨났고, 타카우지가 가재인 고 가문을 정무의 중심으로 두었던 한편 다다요시는 뒷전으로 밀려나 있던 외가 우에스기 가문에 동정적인 모습을 보였다. 특히 엔겐(延元) 3년/랴쿠오(暦応) 원년(1338년) 우에스기 시게요시(上杉重能)가 특별한 이유도 없이 출사 정지 처분을 당하고, 우에스기 노리아키(上杉憲顕)가 맡고 있던 간토 집사(関東執事, 훗날의 간토 간레이) 자리가 고노 모로후유(高師冬, 모로나오의 사촌 형제)로 교체되고, 시게요시 대신 상경할 것을 명받은 것이 우에스기 씨 및 다다요시의 타카우지에 대한 반감을 키운 원인이 되었다고 여겨지고 있다.
남북조 초기 구스노키 마사시게(楠木正成) ・ 기타바타케 아키이에(北畠顕家) ・ 닛타 요시사다(新田義貞) 등 남조측의 내로라하던 무장들을 차례로 패배, 전사시킨 고노 모로나오 ・ 모로야스(師泰) 형제 등의 전공은 실로 눈부신 것이었다. 그리고 엔겐 4년/랴쿠오 2년(1339년)에 요시노 남조의 고다이고 천황(後醍醐天皇)이 사망한 뒤 기나이(畿内)가 비교적 평온한 상태로 접어들면서 무투파인 모로나오가 활약할 곳은 상대적으로 줄어들어갔고, 다다요시의 법 집행이나 재판에 의한 정도(政道)가 추진되고 있는 와중이었다. 그러나 모로나오가 휘하에 거느리고 있던 무사들은 다다요시 일파가 내세우는 ‘법에 의한 질서 유지’나 이를 위한 행정 절차를 무시하고 갖가지 비법적, 비도덕적 사건들을 많이 일으켰다. 오코쿠(興国) 2년/랴쿠오 4년(1341년)에 이즈모(出雲) · 오키(隱岐)의 슈고(守護) 엔야 다카사다(塩冶高貞)가 다다요시 지지파인 모모노이 나오쓰네(桃井直常) ・ 야마나 도키우지(山名時氏) 등에게 공격을 당해 자결하고, 이듬해 오코쿠 3년/고에이(康永) 원년(1342년)에는 미노의 슈고 도키 요리토(土岐頼遠)가 북조의 고곤인(光厳院)에게 활을 쏘는 무례한 짓을 저질렀다는 죄목으로 다다요시에게 재판을 받고 참형에 처해지기도 했다. 다다요시의 처분에 불만을 품은 무사들은 모로나오에게로 모여들었고, 그런 와중에도 다다요시는 여전히 권위와 제도의 안녕을 추구하였다. 양자간의 사이가 서서히 험악해지고 있었다.
쇼헤이(正平) 2년/조와(貞和) 3년(1347년)이 되어 남조의 구스노키 마사쓰라(楠木正行)가 교토 탈환을 목표로 봉기해 교토는 삽시간에 혼란에 빠졌다. 9월에 다다요시 지지파인 호소카와 아키우지 ・ 하타케야마 구니키요(畠山国清)가 파견되어 이를 치고자 하였으나 오히려 패하고, 11월에 야마네 도키우지가 증원군으로 파견되었으나 그 역시 패하여 교토로 도망쳐 왔다. 이들 대신 기용된 고노 모로나오 ・ 모로야스 형제는 이듬해인 쇼헤이 3년/조와 4년(1348년) 1월 5일에 시조나와테(四條畷) 전투에서 마사유키를 꺾고 남조군을 격파하는 것도 모자라 사기를 몰아서 남조의 본거지 요시노(吉野)까지 함락시키는 전공을 세웠다. 고무라카미 천황(後村上天皇) 등 남조측은 요시노의 오쿠노아노우(奥の賀名生, 일본 나라현 고조시)로 달아났다. 이 결과 막부 안에서 다다요시의 발언권이 떨어지고 모로나오의 세력이 증대하면서 양자간 파벌 싸움을 더욱 부추겼다. 
이러한 파벌 싸움을 가장 앞장서서 중재해야 할 지위에 있었고 동시에 그렇게 할 권력이 있었던 쇼군 타카우지는 이 무렵 고다이고 천황을 등진 것을 후회하며 불교에 잠시 귀의하는 등 거의 은거 상태나 다름없었다.

### 아시카가 다다요시의 실각
그런 가운데 조와 5년/쇼헤이 4년(1349년) 윤6월、측근 우에스기 시게요시나 하타케야마 다다무네(畠山直宗), 선승(禅僧) 묘키쓰(妙吉) 등의 진언을 받아들여 아시카가 다다요시는 집사 고노 모로나오의 악행들을 열거하며 이를 규탄, 모로나오를 집사직에서 면직시킬 것을 형 타카우지에게 강력히 요구해 이를 관철시키고(후임으로는 고노 모로나오의 조카로써 모로야스의 아들인 모로요師世가 임명되었다) 이를 계기삼아 모로나오를 막부 정치에서 철저히 배제시키기 위한 공세에 들어갔다.
그러나 8월 12일, 고노 모로나오는 가와치(河内)에서 군세를 거느리고 상경한 모로야스와 합류했다. 형제는 아시카가 다다요시를 단숨에 내몰고 역쿠데타를 일으키는 데 성공했다. 역습을 당한 다다요시는 13일에 형 타카우지의 고쇼로 도망쳐 숨었고, 이렇게 위기를 벗어나는 듯 했지만, 모로나오의 군세는 쇼군 다카우지의 저택까지 밀려와 타카우지의 고쇼를 포위한 채, 다다요시의 최측근인 우에스기 시게요시와 하타케야마 다다무네(畠山直宗)를 '주군의 옆에 빌붙은 간신'이라고 부르며 이들의 신병을 넘길 것을 요구했다. 아시카가 다다요시한테는 양팔이나 다름없는 이 사람들을 내치라는 다다요시로써는 정말 받아들이기 어려운 내용이었다. 
모로나오는 고쇼를 에워싼 포위망을 더욱 굳게 하면서 장기 포위전으로 갈 양상까지 드러냈지만, 아시카가 다다요시와 친분이 있던 선승 무소 소세키가 중재에 나서서 우에스기 시게요시와 하타케야마 다다무네는 유배, 아시카가 다다요시는 출가하고 막부 정치에서 손을 뗀다는 두 가지 조건으로 고노 모로나오는 고쇼의 포위를 풀 뜻을 밝혔고, 개창한지 얼마 되지도 않은 막부의 기둥뿌리를 통째로 흔들어 뽑을 뻔했던 막부의 내부 정변은 일단 막을 내렸다.
출가한 다다요시 대신 막부의 정무를 통괄하는 임무를 맡게 된 것은 가마쿠라를 다스리고 있던 타카우지의 적남 요시아키라(義詮)였고, 요시아키라의 교토 귀환과 더불어 가마쿠라로 내려간 것은 새로 초대 가마쿠라 구보(鎌倉公方)로써 간토(関東)의 통치를 맡게 된 요시아키라의 동생 모토우지(基氏)였다. 모토우지 옆에는 우에스기 노리아키(上杉憲顕)가 실무자로써 따라붙어 간토집사라는 직함을 달고 모토우지를 보좌하게 되었는데, 우에스기 노리아키는 앞서 다다요시 지지파로써 유배당한 시게요시의 동생이었기에, 모로나오는 이 점을 경계하여 간토 집사의 정원을 두 명으로 늘려서 그 다른 한 명으로 자신의 유자(猶子) 고노 모로후유를 임명해 함께 붙여 보냈다.
이러한 일련의 정변이 벌어져서 막부가 아주 기울기 직전까지 가는 와중에도 끝내 입장을 표명하지 않고, 모로나오와 다다요시 사이에서 동요하며 우유부단한 모습만을 보이던 쇼군 아시카가 타카우지였다. 타카우지가 모로나오와 다다요시 사이의 대립 앞에서 보인 행동들에 대해서는 타카우지는 그저 중립을 지켰을 뿐이라고도 하고, 그저 우유부단하게 형세를 관망하고 있었을 뿐이라고도 하고, 애당초 다다요시측을 배제하기 위해 타카우지 자신이 모로나오와 미리 음모를 짜 두었던 것이라고도 한다. 이렇게 타카우지가 보인 미온한 태도에 대한 구구한 해석이 존재하는 가운데, 이 사건은 그때까지 그럭저럭 협조노선을 이어오던 타카우지와 다다요시가 결국 갈라서는 원인이 되었다고 평가된다.
11월에 요시아키라가 교토로 들어오고 다다요시는 12월 8일 출가하여 에겐(恵源)이라는 법명을 얻는다. 하지만 그 달이 채 가기도 전에 우에스기 시게요시와 하타케야마 다다무네가 끝내 유배지에서 모로나오의 부하에게 암살당하는 사건이 터졌다. 이에 모로나오와 다다요시 사이의 긴장은 다시금 높아지게 된다.

## 동란의 시작

### 아시카가 다다후유와 다다요시파의 움직임

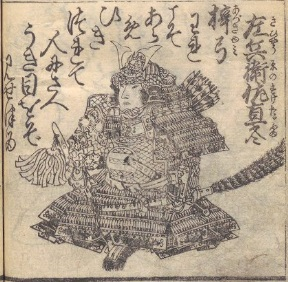
아시카가 다다후유

이 해 4월에 나가토 단다이(長門探題)로 임명되어 히고(備後)에 머무르고 있었던 인물이 아시카가 다다후유(足利直冬)로, 쇼군 타카우지의 서자로써 일찍이 작은아버지 다다요시의 양자가 되었던 자였다. 타카우지의 아들이라고는 하지만 친아버지 타카우지나 계모인 아카하시 도코 소생들로부터 냉대를 받으며 타카우지로부터 전투에서의 전공은커녕 제대로 아들 취급도 받지 못하다 그를 동정한 숙부 다다요시의 양자가 되어 자립하고 실력을 키울 수 기회를 얻게 된 다다후유는 양아버지이자 작은아버지인 다다요시가 쫓겨났다는 소식을 듣고 다다요시를 돕고자 주고쿠(中国)에서 병사들을 모아 상경하고자 했지만, 타카우지가 모로나오에게 다다후유 토벌령을 내리고, 전투에서 패한 다다후유는 9월에 규슈로 달아나 그곳에서 다시 지반을 다지기 시작했다. 타카우지측은 다다후유에게 지위와 권한을 모두 내려놓고 출가할 것과 당장 교토로 출두할 것을 명했지만 다다후유는 따르지 않았고, 다시 한 번 다다후유에 대한 토벌 명령이 내려졌다. 그러나 이 무렵 다다후유는 규슈에서 꽤 실력을 키운 상태였고, 그 실력을 바탕으로 다자이후(大宰府)의 호족 쇼니 요리히사(少弐頼尚)는 물론 남조측과도 연계해 막부에 맞섰다.
이듬해인 쇼헤이 5년/조와 6년(1350년) 막부와 북조는 「조와」(貞和)에서 「간노」(観応)로 연호를 바꾸었다. 스코 천황의 즉위인 4월 4일에 맞춰 바꾼 연호인데, 『장자』(荘子)의 「玄古之君、天下無為也、疏曰、以虚通之理、観応物之数、而无為」라는 구절에서 따온 것이었다. 그 무렵 일본 각지에서는 남조를 지지하는 무사들이 다다후유를 돕겠다며 군사를 일으켰다. 10월 28일, 서쪽에서 세력을 키운 아시카가 다다후유의 군세는 만만치 않아 보였고, 타카우지는 몸소 군사를 거느리고 히젠으로 출진하였다. 
그런데 이 직전인 10월 26일, 아시카가 다다요시가 교토를 탈출해 야마토(大和)로 들어가 11월 20일 하타케야마 구니키요(畠山国清)의 내응으로 가와치 이시카와 성(河内石川城)에 입성, 모로나오 ・ 모로야스 형제를 토벌하겠다며 거병한다. 간노의 소란이라고 불리게 될 사태의 시작이었다.
다다요시를 이시카와 성으로 들였던 구니키요뿐 아니라 모모노이 다다쓰네、이시도 요리후사(石塔頼房)、호소카와 아키우지(細川顕氏)、기라 사다우지(吉良貞氏)、야마나 도키우지(山名時氏)、시바 다카쓰네(斯波高経) 등이 다다요시를 따랐다. 간토에서는 12월에 간토집사로 있던 우에스기 노리아키와 고노 모로후유 사이에 또 다시 분쟁이 벌어지더니, 노리아키가 모로후유를 내쫓아 버리고 집사직을 독점하기에 이른다. 다다요시의 거병 소식을 들은 타카우지는 다다후유 토벌도 마다하고 그 달에 바로 히고(備後)에서 퇴각했고, 고노 모로나오 형제 역시 여기에 가담했다. 북조의 고곤 상황으로부터 다다요시 추토령이 나오고, 12월에 다다요시는 태도를 바꾸어 그때까지 적대시하던 남조측에 붙어버렸다.

### 고 일족의 몰락
쇼헤이 6년/간노 2년(1351년) 1월、다다요시의 군세가 교토로 진격했을 때, 교토에는 다카우지의 아들인 요시아키라가 남아서 지키고 있었다. 작은아버지가 군사를 몰아 교토로 오고 있다는 소식에 요시아키라는 아버지가 있는 히젠으로 도망치듯 가 버렸다. 2월에 다카우지군은 교토를 목표로 진격했지만, 하리마(播磨)의 고묘지 성(光明寺城)에 이어 17일의 셋쓰(摂津) 우치데하마(打出浜)에서 벌어진 전투에서 다다요시군에게 차례대로 패했다. 남조측을 포함한 다다요시의 우세 앞에 다카우지는 총동(寵童) 아에바 우지나오(饗庭氏直)를 대리인으로 내세워 다다요시와의 화해를 시도했다. 이 교섭에서 다카우지는 표면적으로는 모로나오의 출가(구명)를 조건으로 들었지만, 실제로 우지나오에게는 다다요시에게 "모로나오를 죽여도 좋다"는 뜻을 전하라는 밀명을 전하고 있었다. 2월 20일, 화의가 성립되었고, 2월 26일에 모로나오 형제는 셋쓰에서 교토로 호송되던 도중에 길에서 대기하고 있던 다다요시파의 우에스기 요시노리의 군세에 의해 셋쓰 효고 강(武庫川, 일본 효고 현 이타미 시)에서 일족이 몰살당하고 만다. 정적 제거에 성공한 다다요시는 요시아키라의 보좌역으로써 막부의 정무에 복귀했고, 규슈의 다다후유는 규슈 단다이(九州探題)에 임명되었다.

### 형제의 대립
고노 모로나오 형제가 제거되고 일견 평온해진 듯 보이는 아시카가 정권 내부에서는 다다요시파와 반다다요시파(예전에 모로나오를 지지했던 이들 포함) 사이의 대립이 여전히 존재하고 있었고, 무장들은 제각기 독자적인 행동을 펴면서 두 파벌의 충돌은 피할 수 없는 상황에 놓이게 되었다. 고 일족이 멸망하고 반년도 채 안 된 상황에서 타카우지는 다다요시파를 일소하고자 전쟁에서의 논공행상을 자신의 파벌에 유리하게 진행하였고, 무장의 처벌이나 자기 지지파의 무장들에 대한 은상을 우선시했다. 또한 알현하러 찾아온 다다요시 지지파 호소카와 아키우지를 칼을 빼들고 협박해서 억지로 자기편으로 끌어들이는 등 다다요시파 회유도 시도했다. 반면 전투에서의 무공에 준하는 보수나 재정이 미흡했던 다다요시의 정치는 무사들에게 환영받지 못했고, 이 또한 무장들의 다다요시파 이반의 한 원인이 되었다고 한다. 저울추는 차츰 타카우지에게로 기울고 있었다. 
남조에 귀순을 제의한 다다요시는 북조와의 화의 교섭에 나섰지만 실패로 끝났다. 조정을 맡은 남조측 무장 구스노키 마사노리(楠木正儀)는 이때의 고루한 남조측의 꼴에 격노한 나머지 "지금 북조에서 남조를 치겠다면 내가 앞장서서 호응하겠다"고까지 발언해버릴 정도였다.
3월 30일 다다요시 지지파 무장이던 사이토 토시야스(斎藤利泰)가 누군가에 의해 암살당하고, 5월 4일에는 다다요시 지지파 안에서도 가장 강경파였던 사쿠라이 다다쓰네가 습격을 당해 겨우 목숨만 건지는 사태가 벌어졌다. 타카우지는 오미(近江)의 사사키 도요(佐々木道誉)와 하리마의 아카마쓰 노리스케(赤松則祐) 등이 남조와 짜고 타카우지로부터 이반한 것으로 하고 7월 28일에 타카우지 부자가 각각 오미와 하리마로 출병하는 것으로 동서에서 다다요시를 협격하는 체제를 정비하였다. 8월 1일에 사태를 깨달은 다다요시는 사쿠라이、 시바、 야마네를 비롯한 무장들을 거느리고 교토를 탈출, 자신의 지지 기반이 있는 호쿠리쿠(北陸) ・ 시나노(信濃)를 거쳐 가마쿠라로 달아났다. 이 음모의 주모자로는 사사키 도요를 지목하는 설이 있다. 이때 다다요시는 고곤인에게 히에이 산(比叡山)으로 달아날 것을 권했지만 받아들여지지 않았다.

## 쇼헤이 일통과 일시적인 남북조 통합
교토에서 다다요시파가 배제되었다 해도 다다요시는 간토 ・ 호쿠리쿠 ・ 산인(山陰)을 여전히 제압하고 있었고, 사이고쿠에서는 다다요시의 양자 다다후유가 세력을 떨치고 있었다. 타카우지는 다다요시와 남조 사이를 갈라놓기 위해 사사키 도요 등의 진언을 들어 이번에는 남조로부터 다다요시 ・ 다다후유 양부자의 추토를 윤허하는 칙지를 요청하고자 남조에 화의를 요청하였다. 남조는 북조가 지니고 있었던 삼종신기(남조의 고다이고 천황은 북조에서 접수했을 때는 그것을 가짜라고 주장하고 있었다)를 넘기고 정권을 반납한다는 것을 조건으로 내걸었다. 북조에는 불리한 조건이었지만 10월 24일 아시카가 다카우지는 이 조건을 수용해 남조에 항복하고 자신이 원하던 다다요시 양부자 추토를 명령하는 윤지를 얻어냈다.
이 화친에 따라 남조의 칙사가 교토로 들어 오고, 11월 7일에 북조의 스코 천황(崇光天皇)이나 황태자 다다히토 친왕(直仁親王)은 폐위되고, 관백(関白) 니조 요시모토(二条良基) 등도 경질되었다. 연호도 북조에서 쓰던 「간노 2년」이라는 연호가 폐지되고 남조의 「쇼헤이 6년」으로 통일했다. 일본 역사에서는 이를 「쇼헤이 일통」(正平一統)이라고 부르며, 훗날 아시카가 요시미쓰에 의해 재차 시도된 남북조 통일인 「메이토쿠 화약」(明徳の和約)과 함께 「겐추 일통」(元中一統)라고 부르기도 한다. 12월 23일에는 삼종신기가 남조측으로 회수되었다. 사실상 정권의 남조측으로의 무조건 반환이나 다름없었다.
타카우지는 요시아키라에게 구체적 교섭을 맡겼는데, 남조측은 북조의 의향에 따라 천태좌주(天台座主)나 지샤의 요직을 맡을 자들을 경질하고 남조측 인사를 임명하거나, 겐무 신정(建武新政) 때에 구게나 지샤에 주기 위해서 몰수했던 지토(地頭)직을 아시카가 정권이 옛 주인에게 반환한 것을 취소할 것을 요구하면서 북조측과 대립하였다. 요시아키라는 양보 확인을 위해서 아버지 타카우지와 연락하고 만일의 사태를 대비한 퇴로를 확보하는 등 떠들썩하였다.
한편으로 타카우지는 다다요시 추토를 위해 출진했고 12월에 삿타토우게(薩埵峠), 사가미(相模)의 하야카와지리(早川尻) 등지의 전투에서 승리하였다. 이듬해인 쇼헤이 7년(간노 3년, 1352년) 1월, 가마쿠라로 쫓겨간 다다요시는 형에게 항복했다. 조묘지(浄妙寺) 경내의 엔푸쿠지(延福寺)에 유폐된 아시카가 다다요시는 2월 26일에 급서한다. 사인은 병사로 알려졌는데, 다다요시가 죽은 날이 하필이면 고노 모로나오의 1주기가 되는 날이었다.
남조측은 화의에서 더 나아가 앞서 고다이고 천황의 측근으로 활약했던 이른바 「노치노 산보」(後の三房)의 한 사람이자 간토 통치에 실패하고 요시노로 돌아와야 했던 기타바타케 지카후사(北畠親房)를 중심으로 교토와 가마쿠라에서 북조나 아시카가 세력을 몰아낼 것을 획책하였다. 우선 윤2월 6일, 남조는 타카우지의 세이이타이쇼군(征夷大将軍)직을 해임시키고 대신 무네요시 친왕(宗良親王)을 그 자리에 앉혔다. 이에 닛타 요시오키(新田義興), 와키야 요시하루(脇屋義治), 호조 도키유키(北条時行) 등이 무네요시 친왕을 받들어 거병하고 가마쿠라로 진격해왔다. 가마쿠라의 타카우지는 일단 무사시 국(武蔵国)까지 물러났고, 18일에 남조군이 일시 가마쿠라를 점령하지만, 타카우지는 무사시 각지에서 벌어진 전투에서 승리하고 3월까지의 사이에 요시무네는 에치고(越後)、무네요시 친왕은 시나노(信濃)로 달아났으며, 다시금 가마쿠라가 타카우지 손에 넘어갔다(무사시노 합전武蔵野合戦).
한편 윤2월 19일、기타바타케 지카후사의 지휘 아래 구스노키 마사노리 ・ 지바 아키쓰네(千種顕経) ・ 기타바타케 아키요시(北畠顕能) ・ 야마나 도키우지(山名時氏)를 비롯한 남조 세력들은 교토로 진군해 시치조 오미야(七条大宮) 부근에서 요시아키라 ・ 호소카와 아키우지(細川顕氏) 등과 싸웠고, 다음날인 윤2월 20일 아시카가 요시아키라를 오미로 쫓아내고 교토로 들어왔다. 윤2월 24일에는 기타바타케 지카후사가 준후(准后)로 임명된지 17년 만에 교토로 돌아왔고, 이어 북조의 고곤(光厳) ・ 고묘(光明) ・ 스코(崇光) 세 상황과 폐태자 다다히토 친왕을 체포해 본거지인 아노우로 데려갔다. 고무라카미 천황은 행궁을 아노우에서 가와치 국(河内国) 히가시노조(東条, 가와치미나미 정河南町)、셋쓰 국(摂津国)의 스미요시(住吉, 일본 오사카 시 스미요시 구)、나아가 야마시로 국(山城国) 오미 하치만(男山八幡, 일본 교토 부 하치만 시의 이와시미즈 하치만구)로 옮겼다. 오미로 달아났던 요시아키라는 오미의 사사키 도요 ・ 시코쿠(四国)의 호소카와 아키우지 ・ 미노(美濃)의 도키 요리야스(土岐頼康) ・ 하리마의 아카마쓰 씨(赤松氏) 등과 예전 다다요시 지지파였던 야마네 도키우지나 시바 다카쓰네 등의 협력으로 포진을 정비하고 3월 15일 교토를 탈환, 21일에는 고무라카미 천황의 임시 고쇼였던 오미 하치만을 포위하고, 그곳으로 들어 가는 모든 물자를 차단하는 포위전에 들어갔다. 이 포위전은 2개월에 걸치는 장기전으로 이어졌고 남조측은 굶주림에 시달리다 결국 5월 11일에 시조 다카스에(四条隆資)가 사수 끝에 전사, 고무라카미 천황이 측근을 거느린 채 탈출하고 오미 하치만은 함락되었다(하치만 전투八幡の戦い).
이러한 사태에 타카우지、요시아키라 부자는 뒤이어 3월까지 간노 연호의 부활을 선언하고, 이로써 쇼헤이 일통은 4개월 만에 와해되고 말았다.

## 북조의 재확립
아시카가 타카우지가 남조에 항복했을 때 남조가 요구했던 조건에는 '남조 왕통으로 천황의 자리를 계승하게 한다'는 것도 있었고, 이는 북조 왕통의 정통성이 약해지는 결과를 초래했다. 교토를 되찾기는 했지만 치천의 군(治天の君)이었던 고곤인, 막 퇴위한 상태였던 스코 상황(崇光上皇), 태자 다다히토 친왕까지 모두가 여전히 남조에 붙들려 있는 상태였고, 나아가 고다이고 천황이 '가짜'라고 주장했던 북조의 삼종신기까지 남조가 접수하게 된 상태였다. 북조는 치천의 군(인세이를 행하는 상왕)도 천황도 태자도 삼종신기도 모두 존재하지 않는 최악의 사태에 빠져 버렸다. 또한 무가로서도 앞서 타카우지가 세이이타이쇼군에서 해임되었기 때문에 정권 자체가 법적으로 존립 근거를 잃어버린 상황이었다. 최종적으로는 어명(인젠)이라는 형태로 정치적인 재가를 내려 활동의 법적 명분을 제공해 줄 상왕(치천의 군)도 국왕(천황)도 없는 상태가 이어지다가는 교토의 여러 세력(구게와 무가, 슈고) 등의 정치 집행이 모조리 지체될 수 있었다. 막부와 북조는 심각한 정치적 위기에 직면하게 되었다.
사태를 우려한 사사키 도요나 전임 관백 니조 요시모토 등은 간주지 쓰네아키(勧修寺経顕)나 다카우지와 서로 계책을 마련해서 고곤 ・ 고묘 두 천황의 생모인 고기몬인(広義門院)에게 치천의 군이 되어줄 것을 요청하였고, 부단한 절충 끝에 겨우 수락하였다. 고기몬인이 전국조선(伝国詔宣)을 행하게 되고 스코 상황의 동생인 이야히토(弥仁)가 8월 17일 천황이 되어 9월 25일에 고코곤 천황(後光厳天皇)으로 즉위하였다. 9월 27일에 북조는 쇼헤이 일통은 이루어지지 않았다며 종래의 간노에서 연호를 바꾸어 분나(文和) 원년으로 하였다.
천황이 삼종신기가 없이 즉위하는 것에 대해 당시 과거에 고시라카와인(後白河院)이 고토바 천황(後鳥羽天皇)을 즉위시킬 때의 전례도 있었으므로 즉위에 삼종신기가 있어야 한다는 필수조건은 없었고, 치천의 군으로써 전국조선에 의해 즉위가 가능하다는 관념도 존재하고는 있었다. 남조측이 치천을 포함한 북조의 왕족들을 납치해 간 것도 이러한 이유 때문이었는데, 북조측은 이러한 맹점을 뇨인(女院), 즉 왕대비를 치천으로 세운다는 고육지책으로 돌파한 것이었다.
그러나 이러한 일련의 움직임은 쇼헤이라는 연호를 쓰던 시기 전반과 맞물려서 나중에 북조가 아닌 남조에 '정통성'이 인정되는 한 원인이 되었으며, 막부와 북조의 권위는 크게 떨어졌다.

### 도키우지 이반과 사사키 도요의 세력 확장
남조와의 전쟁에서 일시 옛 다다요시파와의 협력관계를 구축한 듯 보였던 타카우지 ・ 요시아키라파였지만 쇼헤이 8년/분카 2년(1353년)에는 사사키 도요와 야마나 도키우지 ・ 모로요시(師義) 부자가 소유 영지 문제로 대립하였고 도키우지가 다시 쇼군측으로부터 이반하는 사태가 벌어졌다. 도키우지는 이즈모로 침공해 도요의 부장 깃타 곤카쿠(吉田厳覚)를 쳐부수고 이즈모를 제압, 그대로 남조의 구스노키 마사노리와 연합해 6월, 교토로 쳐들어갔다.
요시아키라는 쇼헤이 일통 결렬 이후 천황을 빼앗기고 아시카가 정권 붕괴의 위기를 초래한 경험으로 우선 천황의 피란을 최우선으로 하여, 고코곤 천황을 산문(山門)으로 피난시키고 자신은 교토에 남아서 교토의 방위를 시도하였으나 결국 실패하고 고코곤 천황과 함께 동쪽으로 달아나게 되었다. 그 도중에 도요의 아들인 사사키 히데쓰나(佐々木秀綱)가 전사하고 요시아키라는 미노까지 도주하였다. 요시아키라는 혼자의 힘으로 교토를 탈환하는 것을 포기하고, 가마쿠라에 있던 아버지 타카우지에게 구원을 요청하였다. 타카우지가 상경하자 도키우지 등은 교토를 버리고 철수했고, 아시카가측이 교토를 탈환하였다.
원래 사사키 도요는 사사키 가문의 서류(庶流)로써 무가측의 사무 관료로써 은상의 처리 등을 다루고 있었다. 그렇지만 '국왕의 부재'라는 긴급사태의 해결과 남조와의 전쟁에서 공적을 세웠고, 따라서 이 무렵부터 제일의 측근으로서 그 존재감이 현저하게 커지게 되었다. 그는 사실상 무가측의 최고 권력자가 되어 정권을 지휘하게 되었으나, 그의 트러블메이커로써의 측면은 이후 도요와 대립하던 무장이 무가 쪽에서 이반하거나 축출되어 남조쪽으로 귀순한다는 정변전이 되었다.

### 다다후유의 봉기
긴키(近畿), 간토에서는 앞서 서술한 바와 같이 항쟁이 계속되었고 그러한 와중에 다다후유가 다시금 맹렬하게 기세를 떨치게 되었다. 원래 규슈에서는 타카우지가 앞서 구스노키 마사시게나 닛타 요시사다, 기타바타케 아키이에(北畠顕家)에게 패해 도망쳐 왔다가 그 뒤에 세력을 모아 상경할 때 잇시키 노리우지(一色範氏, 도유道猷)을 규슈 단다이로써 남겨두었는데, 도유가 현지의 기존 슈고층과 심각하게 대립하는 가운데 고다이고 천황이 자신의 아들인 가네요시 친왕(懐良親王)을 세이세이다이쇼군(征西大将軍)으로써 파견해 규슈로 왔고 가네요시 친왕은 기쿠치 다케미쓰(菊池武光)를 끌어들여 규슈에서 세력을 키웠다. 이러한 복잡한 정세 속에서 고쿠진(国人)들은 자신들에게 '은상'을 줄 수 있는 강한 세력을 찾아 우왕좌왕하였다.
다다후유는 규슈로 오자마자 많은 문서를 발급했고, 새로운 주군 아래서 은상을 받아 세력을 키우는 것을 지향하던 고쿠진들로부터 일정 지지를 얻었다. 타카우지는 모로나오 등과 도모해 잇시키 일파를 지지하는 슈고들에게 다다후유 토벌령을 내렸는데, 다다후유는 타카우지와 대립하는 처지이기는 했지만 그 자신이 일단은 타카우지의 친아들이었으므로 그러한 자신의 입장을 이용해서 세력을 늘려나가는 한편으로 타카우지로부터 다다후유 토벌령이 나온 사태에 대해서는 「이건 모로나오의 음모다」라며 선전하는 것으로 대응하였다. 
다다후유도 자신을 싫어하고 배제하려 드는 타카우지의 본심을 잘 알고 있었으나, 현실적으로 타카우지의 친아들이라는 입장 말고는 의지할 것이 없었다. 아버지(타카우지)의 아들(다다후유)에 대한 증오 자체가 상궤를 넘어선 일종의 파라노이아로 비쳐지기 충분했고, 교토와는 멀리 떨어져 있는 규슈 무사들로써는 그것을 이해할 수 없었기에, 「타카우지의 친아들인 다다후유가 역적 모로나오를 토벌하기 위해 규슈에서 병사를 모으고 있다」는 다다후유가 제시한 알기 쉽고 간단한 명분이 현지에서 점차 지지를 모아가고 있었다.
다다후유의 세력 확장에 규슈 현지 슈고의 필두였던 쇼니 요리히사는 기존 자신의 권위를 침해하는 존재였던 잇시키 도유를 타파하고 나아가 쇼니 씨의 옛 권력을 되찾기 위한 기두로써 다다후유를 주목하였다. 이렇게 쇼헤이 5년/조와 6년(1350년)에 다다후유와 요리히사가 연합해서 잇시키 도유를 무찌르고 하카타를 빼앗았으나, 쇼헤이 7년/간노 3년(1352년)에 다다후유의 양아버지(이자 숙부) 다다요시가 사망하자 다다후유의 세력은 순식간에 무너져버렸다. 여러 무사의 이반이 잇따르는 가운데 요리히사만이 끝까지 다다후유를 계속 지지했지만, 결국 다다후유는 규슈에서 도망치고 말았다. 다다후유의 목적은 규슈를 다스리는 것이 아니라 어디까지나 상경해 타카우지 - 요시아키라 부자를 죽이는 데에 있었기 때문에 규슈에서도 주고쿠 지방에 대한 정치 공작은 활발하게 행해 두고 있었으므로, 규슈에서 다다후유 세력이 무너진 뒤에도 주고쿠 특히 나가토와 이와미에서는 여전히 다다후유 세력이 유지되고 있었다.
쇼헤이 9년/분나 3년(1354년) 5월에는 모모이 다다쓰네(桃井直常), 야마나 도키우지, 오우치 히로요(大内弘世) 등 옛 다다요시파 무장을 규합한 다다후유가 이와미에서 상경을 개시한다. 쇼헤이 10년/분나 4년(1355년) 1월에는 남조와 동맹을 맺고 교토를 탈환했으나, 고나이(神南) 전투에서 다다후유 군세의 한 주력이었던 야마나 군세가 도요, 노리스케를 거느린 요시아키라 군세에 철저하게 격파되어 붕괴한다. 다다후유는 도지(東寺)에 의지하여 계속 전투를 벌였지만, 요시아키라의 분전으로 서서히 궁지에 몰렸다. 마지막으로 타카우지 자신이 지휘하는 군이 도지로 들이쳐서 다다후유는 격파되어 패주하였다.
다다후유 세력은 결국 그대로 완전히 무너져 다다후유는 사이고쿠에서 이후 20년 이상을 칩거하다시피 했고, 소식마저 아예 끊기고 말았다. 다다후유를 따랐던 오우치 히로요나 야마나 도키우지도 쇼헤이 18년/조지(貞治) 2년(1363년) 막부에 항복하였다.
타카우지도 이러한 일련의 전투 와중에 입은 화살 맞은 상처가 원인이 되어 4년 뒤인 쇼헤이 13년/엔분 3년(1358년)에 사망하였다.

## 영향
무로마치 쇼군(室町将軍)의 권력 확립
간노의 소란으로 모로나오와 다다요시로 나뉘어 있던 무가의 권력은 쇼군 다카우지와 그 적자 요시아키라에게로 일원화되었고, 쇼군의 친재권이 강화되었다. 또한 다다요시가 목표로 했던 ‘가마쿠라 막부 정치 체제 계승’이라는 노선은 껍데기로 전락했고, 모로나오가 추진하던 쇼군의 명령 및 그 실시를 명하는 집사의 시행장 ・ 봉서 발급에 의한 상의하달(上意下達)이 행해져 무로마치 막부의 지휘 계통이 확립되었다. 그 뒤 쇼군을 이어받은 아시카가 요시아키라에 의해서 집사가 폐지되고 다시금 쇼군의 친재권 강화를 노렸으나 요시아키라가 요절하면서 좌절되었다. 요시아키라의 뒤를 이은 3대 쇼군 요시미쓰(義満)를 보좌하기 위해 집사에 히키쓰케노도닌(引付頭人) 직권이 흡수된 새로운 직위인 「간레이」(管領)가 성립되기에 이른다.
남조 정권의 연명
무로마치 쇼군의 권위가 강화된 한편으로 모로나오에 의해 요시노로 내려간 멸망 직전의 남조 정권은 다다요시 ・ 다카요시가 잇따라 항복의 뜻을 밝히면서 겨우 한숨을 돌렸으며, 이는 남북조 동란기의 연장으로 이어졌다.
북조 내부의 왕통 대립
고코곤(後光厳)、 고엔유(後円融)、 고코마쓰(後小松)、 쇼코(称光) 이들 4대의 천황이 고코곤계(後光厳系)로써 보위를 전하는 한편으로 형 스코 상황의 자손은 왕통의 적류(嫡流)에서 밀려나 세습친왕가인 후시미노미야 가(伏見宮家)로써 존속하였으며, 북조 내부에서도 왕위 계승을 놓고 두 계통이 대립하였다. 그 결과 고코곤 계통은 쇼코 천황의 대에서 끊겨버렸고, 후남조(後南朝)를 견제하기 위해서 후시미노미야 가문에서 왕통을 맞이하여 고하나조노 천황(後花園天皇, 스코 천황의 증손)이 즉위한다. 이후 일본의 왕위는 후시미노미야 가문에서 나오는 것으로 확립되었다.
무장들간의 대립
한편 다다요시를 따랐던 무장들도 일관되게 다카우지를 따랐던 무장들과 파벌 대립을 일으켰고, 슈고 다이묘(守護大名)를 세력의 중심으로 하는 두 개의 파벌이 맞서게 되었다. 요시아키라 만년에는 이러한 대립이 현저히 드러났다.

## 간노의 소란과 왜구
간노의 소란이 일어난 서기 1350년은 한국에서는 고려 충정왕(忠定王) 2년으로 간지는 경인년에 해당한다. 이 해 2월 왜구(倭寇)가 고려 남부의 고성(固城) · 죽림(竹林) · 거제(巨濟) 등지를 침공하였다. ‘경인년 왜구’라 불리며 이후 고려는 물론 중국 해안까지 휩쓸었던 왜구의 시발점이 된 이들의 배후에 대해 한국의 이영은 당시 고려 조정으로부터 왜구의 본거지로 지목되고 있던 쓰시마섬(對馬島)의 슈고다이(守護代) 소 쓰네시게(宗經茂)를 휘하에 거느리고 있던 다자이후(大宰府)의 슈고(守護) 쇼니 요리히사(少弐頼尚)가 이 '경인년 왜구'의 배후 세력이었다고 주장하였다. 
이영에 따르면 충정왕 2년에 해당하는 경인년(1350년)에서 1년 전인 1349년 9월에 쇼군 타카우지의 서자이자 다다요시의 양자로써 다다후유가 규슈로 들어와 세력을 넓혀나가는데, 이 과정에서 전통적으로 규슈 지역을 통솔해왔던 쇼니 씨와 충돌하게 되었고, 쇼니 요리히사는 아시카가 다다후유의 대대적인 공세에 맞서 병량미 확보를 위한 교두보가 절실하던 차에 다자이후 휘하에 있던 쓰시마 소 씨를 통해, 병량미 확보를 위해 고려 해안의 조운선을 노린 것이 경인년 왜구의 정체였다는 것이다. 
《고려사》를 비롯한 한국의 사료는 고려 말에서 조선 초에 걸쳐 한반도 연안을 거의 휩쓸고 중국 대륙까지 침공해 약탈을 감행했던 왜구가 준동한 시발점을 경인년 왜구로 잡고 있으며, 거듭된 왜구의 침공은 고려의 국력을 저하시켜 종래에는 이들을 진압하는데 공을 세워 세력을 키운 신흥 무인 세력의 일원인 이성계에 의한 왕조 교체로까지 이어졌다.

### 내용주
1. ↑  타카우지는 주종제의 기본인 어은(御恩)과 봉공(奉公)에 관련한 은상완행(恩賞宛行, 영지 지급)과 영지 기진을, 다다요시는 영지 안도 및 상론(영지 관련 소송)을 맡고 있었고, 모로나오의 직무에는 전자를 보좌하는 것도 포함되어 있었다. 
하지만 전자와 후자는 밀접하게 관련되어 있었기 때문에 자신의 직권을 행사하는 것이 결과적으로 상대의 직권에 영향을 주는 경우도 있었고, 그러한 직권 대립이 타카우지의 보좌를 맡은 모로나오와 막부의 정치를 분담하는 다다요시의 대립의 원인이 되었다.
2. ↑  모로나오는 전투 공적으로 휘하 무장들에 대한 은상으로써 토지를 실제 점령자들에게 잠정적으로 ‘예치’시키는 형태로 나누어 주고 있었다. 한편으로 그 토지가 다른 사람의 영토였을 경우 원래 주인이 이를 막부에 호소해도 돌려받지 못하는 경우도 많았다. 많은 무사를 참여시키기 위한 ‘토지 예치’와 '법에 의한 공평한 통치'라는 슬로건은 모순을 일으키고 결국 두 사람의 대립으로 이어졌다(미네기시, P48-P56).
3. ↑  모로나오는 겐무 정권 때 잡소결단소(雑訴決断所)에서 근무했던 경험을 바탕으로 쇼군의 명령과 함께 집사의 시행장 등 각종 봉서를 발급해 명령의 ‘실현’을 도모했다. 일본의 사학자 가메다 도시카즈는 무로마치 시대의 진세이가타(仁政方)를 이를 위한 기관으로 보는 동시에, 가마쿠라 막부의 효조슈 · 히키쓰케슈에 의한 소송 제도를 재건 · 유지하는 것을 목표로 하는 다다요시와 쇼군 - 집사 - 슈고라는 지휘 명령 계통을 소송 제도에도 도입해서 신속하고 실효성 있는 소송 제도 확립을 목표로 했던 모로나오간의 노선 대립도 있었다고 지적하였다. 가메다(亀田), P120-P121·P253-P267
4. ↑  랴쿠오 4년 10월 3일에 하문(下文) 발급에 관한 소송을 모로나오측의 기관인 진세이카타(仁政方)에서 다다요시파의 기관인 히키쓰케카타(引付方)로 이행한다는 법령(무로마치 막부 추가법室町幕府追加法 제7조)이 나오고, 모로나오에 의한 하문(시행장施行状 ・ 봉서奉書 포함)의 발급이 사실상 금지되었는데, 합의제인 히키쓰케카타에서는 여러 구니의 무사들이나 사사가 요구하는 신속한 하문 발급이 곤란해졌기 때문에 모로나오가 예전처럼 계속해서 시행장이나 봉서를 발급하게 되었고, 이 점이 오히려 혼란을 초래하였다. 이 추가법이 발호되고 2년 뒤인 오코쿠 4년 7월 3일자 기타바타케 지카후사(北畠親房)의 서장(「陸奥相良文書」 수록)에서는 다다요시와 모로나오가 하는 일마다 대립하고 있다고 적고 있어서, 양자의 불화가 당시 적이었던 남조측에까지 알려졌음을 알 수 있다(가메다、P249・P263 - P265).
5. ↑  다카사다와 요리토는 모로나오 지지파로 보이는데, 이 시점에서 파벌 대립이 있었던 것으로 보인다(모리、P88 - P89).
6. ↑  출가를 선언했을 뿐 아니라 전투 도중 고전을 면치 못하게 되자 할복하자고 말하기도 하였다(《매송론》 등). 또한 귀의해 있던 임제종(臨済宗) 선승 무소 소세키(夢窓疎石)의 권유로 고다이고 천황의 명복을 빌기 위해 도다이지(東大寺) ・ 엔랴쿠지(延暦寺)의 반대를 무릅써가며 다이카쿠지 왕통(大覚寺統)의 이궁(離宮)이었던 가메야마도노(亀山殿)를 개수해 고에이 4년(1345년)에 덴류지(天龍寺)를 세우고, 다다요시와 함께 전국에 66개의 안국사사리탑(安国寺利生塔)을 짓는 등 불교에 토대한 활동을 많이 벌였다.
7. ↑  군담소설(군키모노가타리) 《태평기》(太平記)는 이때 다다요시측이 모로나오 암살 미수 사건까지 일으켰다고 되어 있는데, 나아가 다다요시가 고곤인에게 모로나오 추토 인젠(院宣)을 내려줄 것을 주청하기까지 하면서 모로나오를 치려고 했다는 점을 생각하면 신빙성이 높다.
8. ↑  노리아키의 아들로 예전 모로나오에게 살해되었던 우에스기 시게요시의 양자였다
9. ↑  《태평기》는 형인 아시카가 타카우지에게 독살당한 것이라고 적고 있다
10. ↑  천황이 삼종신기도 없이 즉위하게 된 상황 앞에서 주저하는 구게들에게 간파쿠 니조 요시모토는 「타카우지가 검이고 요시모토가 옥새인데 무엇이 문제가 되겠소」(尊氏が剣となり、良基が璽となる。何ぞ不可ならん)라고 호언하였다고 전한다(《속본조통감》続本朝通鑑).
11. ↑  이때 타카우지는 다다후유를 격파하고 도지로 진입한 뒤, 참수된 수급들을 모아 자신이 직접 일일이 검사하면서 다다후유의 것이 그 중 어디에 끼어 있는지를 확인하려 들 정도로, 다다후유에 대한 경계심을 드러냈다고 한다.